# 小村達彦
小村 達彦（こむら たつひこ、男性、1964年12月24日 - ）は、東京都市大学付属中学校・高等学校の数学科教諭。JBC東京在籍のリングアナウンサーでもある人物。
リングアナウンサーとして、2022年2月までに47回の世界戦を担当、亀田興毅・清水智信のダブル世界戦を担当したこともある。
東京都市大学付属中・高では2014年3月まで広報部長も務めていた。趣味はボクシングの他に、廃線を歩く筋金入りの鉄道ファンである。また、同学校で開かれる教員バンドでは、キーボードを担当している。

## 人物
立教中学（現・立教池袋中学校）・立教高校（現・立教新座高等学校）を経て、1983年、併設の立教大学経済学部に進学するも、数学教師を志しわずか2ヶ月で仮面浪人を決意。翌1984年、東京学芸大学教育学部に再入学。同学卒業後の1988年、武蔵工業大学付属中学高等学校（現・東京都市大学付属中学校・高等学校）に赴任。現在に至る。数学科教諭で、手作り教材や実験授業などユニークな授業が身上。
長きにわたり広報部長をつとめ、自身が勤務する東京都市大学付属中学校は2012年から都内における応募者数最多を3年連続で記録更新中（都内男子校としては2010年から4連連続最多）。
後述の如くの鉄道マニアで、赴任以来一貫して鉄道研究部の顧問を務める。同部は柏苑祭（文化祭）の看板展示であり、鉄道研究部に入部したくて都市大付属を受験する生徒も多い。1998年から2011年まで柏苑祭賞（来客者の評価による最優秀賞）文化部部門を14年連続で受賞（2012年に連覇が途切れるも2013年に奪回し2連覇。その後連覇は再び途切れるも、2022年には8年ぶりに柏苑祭賞獲得を果たした。）。その柏苑祭（文化祭）では教員バンド「Slowfinger加藤と試験に出るロック選考委員会」のメンバーとして、70～80年代の海外のロックを演奏し人気を博す。キーボードとボーカルを担当。2009年からは同校の広報部に所属し、その中心的存在として学校公式サイトのウェブマスターをはじめ数々の生徒募集活動に携わる。バレーボール部の顧問も務め、1997年に審判員の資格を取得。ただし、現在バレーボール部は廃部となっているため、笛を吹く機会はない。また、司書教諭の資格も持っている。
趣味は多岐にわたり、音楽に関しては前述のロックミュージックの他、クラシック音楽にも造詣が深く、1992年のシーズン以来のNHK交響楽団の年間会員であり、月1回の定期演奏会鑑賞を欠かさない。少年時代からのボクシングマニアが昂じ、専門誌に載っていた日本ボクシングコミッション試合役員募集の記事を見て出願。オーディションを経て、1999年よりリングアナウンサーとして活躍する。鉄道マニアであることは言うまでもなく、日本・海外の鉄道を乗り歩いている。また、硬券入場券をはじめとする切符コレクターでもある。その様子は個人サイト内の鉄道旅行記に詳しい。1994年にＪＲ宇部線・小郡駅で国鉄（ＪＲ）全線完乗を、2000年12月24日、自身の誕生日には多摩モノレール線・多摩センター駅で日本の鉄道全線完乗を達成。その後、全国各地で新線が開業するたびに乗りに出かけている。現在は、もっぱら廃線跡歩きに精を出している。。
1999年1月に脊髄腫瘍のため入院・手術。4週間の寝たきり生活を経て、さらに8ヶ月の闘病生活を強いられたものの、不屈の闘志で病魔を克服。懸命のリハビリの甲斐あって、現在でも両足に後遺症があるが、教諭、リングアナウンサーともに社会復帰を果たした。

## 来歴
- 1988年3月 東京学芸大学卒業。
- 1988年4月 武蔵工業大学付属中学高等学校（現・東京都市大学付属中学校・高等学校）・数学科教諭に赴任。
- 1994年3月 宇部線・小郡駅（現・新山口駅）にて、国鉄（JR）全線完乗を達成。
- 1997年4月 東京都公認バレーボール審判員（L級）資格を取得
- 1999年3月 日本バレーボール協会Ｃ級審判員資格を取得[† 1]。
- 1999年11月 日本ボクシングコミッション・リングアナウンサーライセンスを取得
- 2000年10月 OPBF東洋太平洋ミニマム級タイトルマッチ 中島 浩VS安部 悟戦でタイトルマッチを初コール。
- 2000年12月24日 自身の誕生日に、多摩都市モノレール線・多摩センター駅にて、日本の鉄道全線完乗を達成。
- 2004年1月3日 パシフィコ横浜にて開催されたWBC世界フライ級タイトルマッチ、ポンサクレック・クラティンデーンジムVSトラッシュ中沼戦で世界タイトルマッチを初コール。
- 2008年4月 自身の高校時代の教師の口癖であった「幾何はお米のご飯です。よく噛んで食べましょう！」という話が生徒にウケて、以降毎年話すようになった。
- 2012年8月 自身が顧問を務める東京都市大学付属中学校・高等学校鉄道研究部が、全国高等学校鉄道模型コンテスト1畳モジュール部門で技能賞を獲得。[10]
- 2013年8月 自身が顧問を務める東京都市大学付属中学校・高等学校鉄道研究部が、全国高等学校鉄道模型コンテストでレイアウト部門と1畳モジュール部門で技能賞をダブル受賞。[11]
- 2014年8月 自身が顧問を務める東京都市大学付属中学校・高等学校鉄道研究部が、全国高等学校鉄道模型コンテストでレイアウト部門で理事長特別賞を受賞。[12]

## メディア

### 書籍
教育関連
- 栄光ゼミナール 「私立中高進学通信2001年4月号」 『人気の先生大集合』
- みくに出版「中学受験 進学レーダー2005年8月号」『てつみち 鉄研ならこの私学!!』
- 栄光ゼミナール「私立中高進学通信2009年1月号」『放課後レポート』
- 栄光ゼミナール「私立中高進学通信2010年2月号」『ワクワク放課後Watching』
- みくに出版「中学受験 進学レーダー2010年5月号」 『私学は先生が違う！ スーパー先生 vol.4』
- 四谷大塚「DreanNavi2014年10月号」『気になる部活 調査隊43』
- 四谷大塚「DreanNavi2022年3月号」『あの部活に入りたい！気になる部活調査隊129』
- SAPIX「さぴあ2022年7月号」『自慢の授業』

鉄道関連
- JTBマイロネBOOKS「鉄道ファン生態学」にて個人サイトが紹介される。
- イカロス出版「鉄道模型【エヌ】2008年10月号」 『さ～くる探訪 エヌに夢中』 ※顧問を務める鉄道研究部が紹介される。

ボクシング関連
- ワールドボクシング2003年7月号 『リングアナ志望の変わり種は数学教師』

その他
- 週刊アスキー1998年2月19日号にて、個人サイトが「今週の王者」に認定

### 新聞・タウン誌
- 2012年1月1日 多摩ニュータウンタイムズ 『リングアナは数学教師』
- 2012年2月8日 読売新聞多摩版31面 『教師兼業リングアナ』
- 2012年5月1日 多摩ニュータウンタイムズ『小村リングアナ亀田戦をコール』[13]

### テレビ（リングアナシーンのみの露出を除く）
- 1991年9月 山形テレビ「A1サタデー」 ※引率した「農業体験旅行」の特集。
- 1994年8月 多摩テレビコミュニティチャンネル「全国高校野球大会西東京予選」 ※実況中継アナを担当
- 1998年8月 東京MXTV「東京NEWS」『都政でまえ講座』 ※都営交通特集に鉄道研究部員とともに出演
- 2001年8月 フジテレビ「ザ! キャッシュマン」『本物のリングアナウンサーを捜せ』
- 2012年6月 大阪読売テレビ 「す・またん！＆ZIP!」・「おしえて辛坊さん」『二足のわらじ』 ※教諭とリングアナ兼業の様子を紹介される。

### ラジオ
- 2020年11月 ニッポン放送「のびるRADIO」※自身が顧問を務める東京都市大学付属中学校・高等学校鉄道研究部の紹介に鉄道研究部員とOBとともに出演